# Organosilícic
Un organosilícic és un compost químic que conté àtoms de carboni enllaçats a àtoms de silici, que formen una cadena, i altres àtoms d'elements de no-metalls. El més conegut és la silicona.

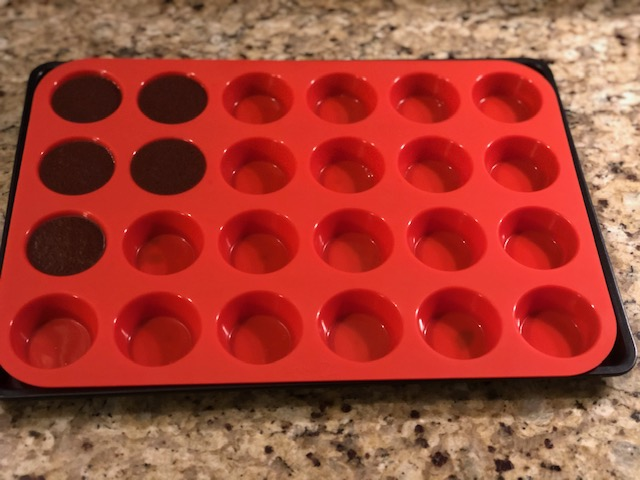
Motlle de silicona

## Història

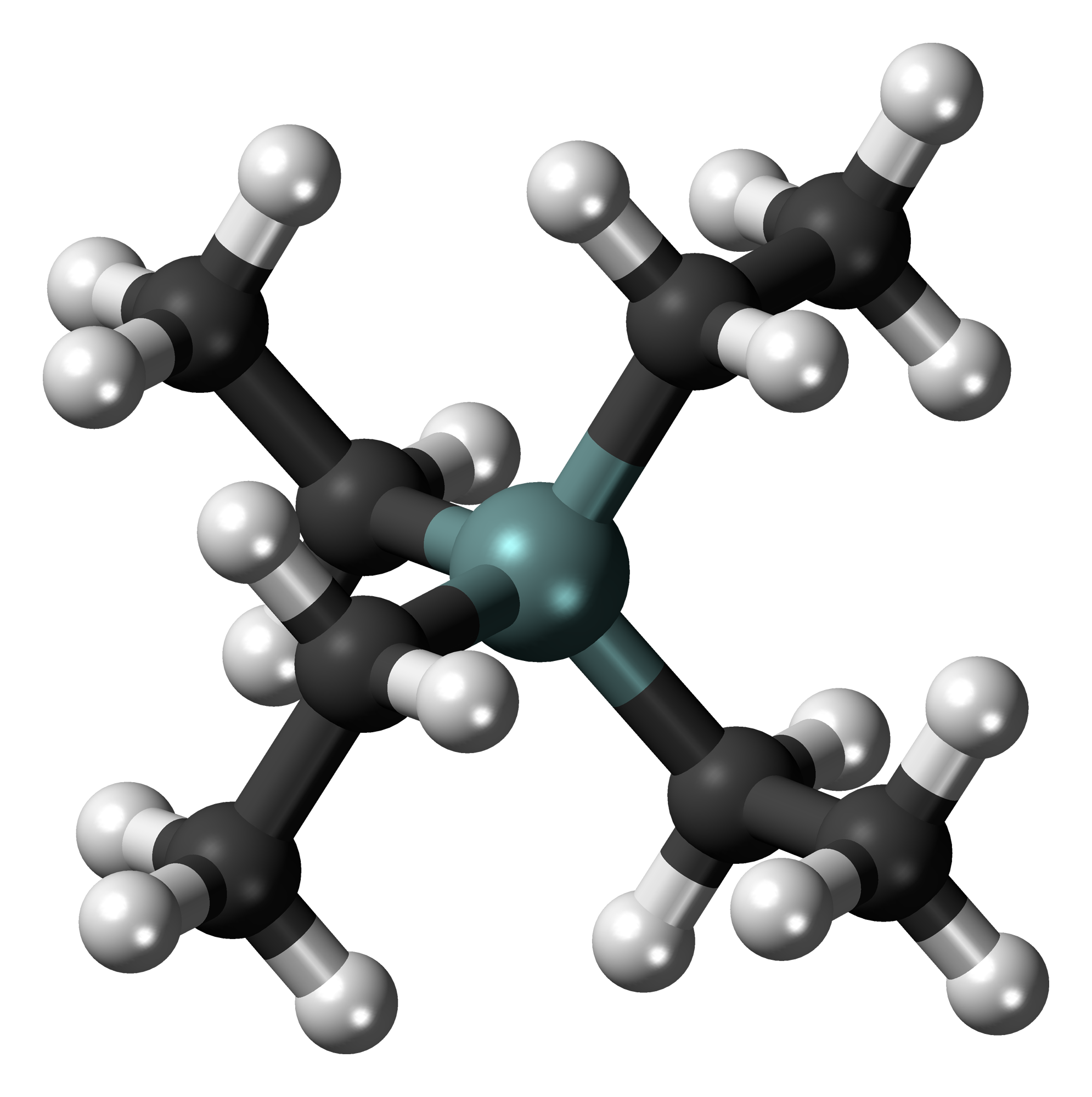
Tetraetilsilà

El primer compost organosilícic conegut, el tetraetilsilà {\displaystyle {\ce {(CH3CH2)4Si}}}, fou sintetitzat el 1863 pel químic francès Charles Friedel (1832-1899) i per l'estatunidenc James Mason Crafts (1839-1917). Començaren una investigació l'objectiu de la qual era el desenvolupament de la química dels organosilícics. Feren reaccionar el dietilzinc {\displaystyle {\ce {(CH3CH2)4Zn}}}, descobert pel químic britànic Edward Frankland (1825-1889) el 1848, amb tetraclorur de silici {\displaystyle {\ce {SiCl4}}} en un tub segellat, que començaren escalfant al voltant dels 140 °C i completaren després de 3 h a 160 °C. La sortida d'una quantitat significativa de gas quan obriren el tub i la presència de clorur de zinc {\displaystyle {\ce {ZnCl2}}} indicaven que part del dietilzinc s'havia descompost. Els productes líquids incloïen un hidrocarbur (probablement n-butà), {\displaystyle {\ce {SiCl4}}} sense reaccionar, i un líquid amb punt d'ebullició 152-154 °C, que l'anàlisi elemental i les mesures de densitat de vapor demostraren que era el tetraetilsilà desitjat. La reacció fou:
{\displaystyle {\ce {2 (CH3CH2)4Zn + SiCl4 -> 2 (CH3CH2)4Si + 2 ZnCl2}}}
El 1865 prepararen tetrametisilà amb el mateix mètode, però hagueren d'augmentar la temperatura fins als 200 °C. El producte fou un líquid volàtil, de punt d'ebullició 30-31 °C; la seva anàlisi i densitat de vapor indicaven que es tractava del tetrametilsilà {\displaystyle {\ce {(CH3)4Si}}}.
Friedel seguí les investigacions amb l'alemany Albert Ladenburg (1842-1911), quan Crafts se centrà en la química orgànica, i sintetitzaren el primer hexaorganodisilà, {\displaystyle {\ce {(C2H5)3Si-Si(C2H5)3}}}, per la reacció del dietilzinc amb hexaiododisilà. També obtingueren per oxidació el {\displaystyle {\ce {(CH3CH2)2SiO}}}, el primer siloxà. Landenburg seguí investigant i aconseguí la primera silicona {\displaystyle {\ce {[C2H5SiO_{1.5}]}}} i també el primer trialquilsilà {\displaystyle {\ce {(C2H5)3SiH}}}.
A principis del segle XX altres investigadors iniciaren treballs de recerca en el camp dels composts orgasolilícics, essent el més destacat el químic anglès Frederic Stanley Kipping (1863-1949) que emprà els composts de Grignard en la síntesi de nous organosilícics. La primera investigació industrial en química d'organosilícics fou duta a terme en la dècada de 1930 per J. Franklin Hyde (1903-1999) a la Corning Glass Works. El químic estatunidenc Eugene G. Rochow (1909-2002) desenvolupà en la dècada del 1940 el primer mètode industrial per a la síntesi de silicones.

## Carboni i silici
El carboni i el silici pertanyen al mateix grup de la taula periòdica, el grup 14, amb el silici sota el carboni, situats al 3r i 2n període, respectivament. Per aquesta raó presenten moltes semblances, com ara una valència covalent 4. Però el fet de pertànyer a diferents períodes fa que presentin diferències. Així el silici té disponibles orbitals atòmics 3d que pot emprar per formar enllaços covalents coordinats, cosa que no pot fer el carboni; el radi atòmic del silici és major que el del carboni (rC = 77 pm i rSi = 117 pm) pel fet que té una capa més d'electrons; l'electronegativitat del silici és menor que la del carboni (χC = 2,50 i χSi = 1,74).
La diferència d'electronegativitat entre silici i carboni fa que un enllaç C–Si estigui polaritzat, amb la densitat de càrrega negativa sobre el carboni. Això és la causa del fet que no s'observin ruptures homolítiques. L'energia de l'enllaç C–C és de 356 kJ/mol, un poc superior a l'energia de l'enllaç C–Si determinada al tetrametilsilà, 318 kJ/mol. La longitud de l'enllaç C–Si és de 187 pm, més llarg que el C–C que és de 153 pm de mitjana.

## Enllaços del silici amb altres no-metalls
Els enllaços Si–H són diferents dels enllaços C–H a causa de la diferència d'electronegativitats. Ambdós són covalents, però l'electronegativitat de l'hidrogen és χH = 2,20, inferior a la del carboni (χC = 2,50) i superior a la del silici (χSi = 1,74). Això fa que aquests enllaços estiguin polaritzats de forma inversa. A l'enllaç C–H és el carboni qui té la densitat de càrrega negativa, mentre que a l'enllaç Si–H és l'hidrogen. L'energia de l'enllaç C–H val entre 367 kJ/mol i 438 kJ/mol, en funció dels composts, mentre que l'energia corresponent a l'enllaç Si–H oscil·la al voltant del 377 kJ/mol, inferior a la majoria dels enllaços respecte dels C–H. Les longituds dels enllaços són C–H 109 pm i Si–H 148 pm, significativament més llarg l'enllaç Si–H.
Els enllaços amb oxigen, nitrogen, fluor i clor del silici són més forts que els equivalents amb carboni. Les energies d'enllaç són, en kJ/mol: C–O; 358; Si–O, 440; C–N, 285; Si–N, 335; C–F, 485; Si–F, 582; C–Cl, 327; Si–Cl, 391.

## Tipus

### Organosilans

Metilsilà

Els anàlegs de silici dels hidrocarburs es coneixen genèricament com a silans, perquè es poden suposar derivats del silà {\displaystyle {\ce {SiH4}}}, i s’anomenen de manera anàloga als hidrocarburs corresponents. Poden tenir hidrògens substituïts per alquils i per halògens. Si són substituïts per grups alquil, s'anomenen organosilans.

Els compostos heteromonocíclics es poden anomenar mitjançant la nomenclatura de reemplaçament. Per exemple: silaciclopentà, silabenzè, on sila- és el prefix que indica els àtoms de silici que han reemplaçat carbonis.

Silabenzè
Silaciclopentà

### Organosilanols

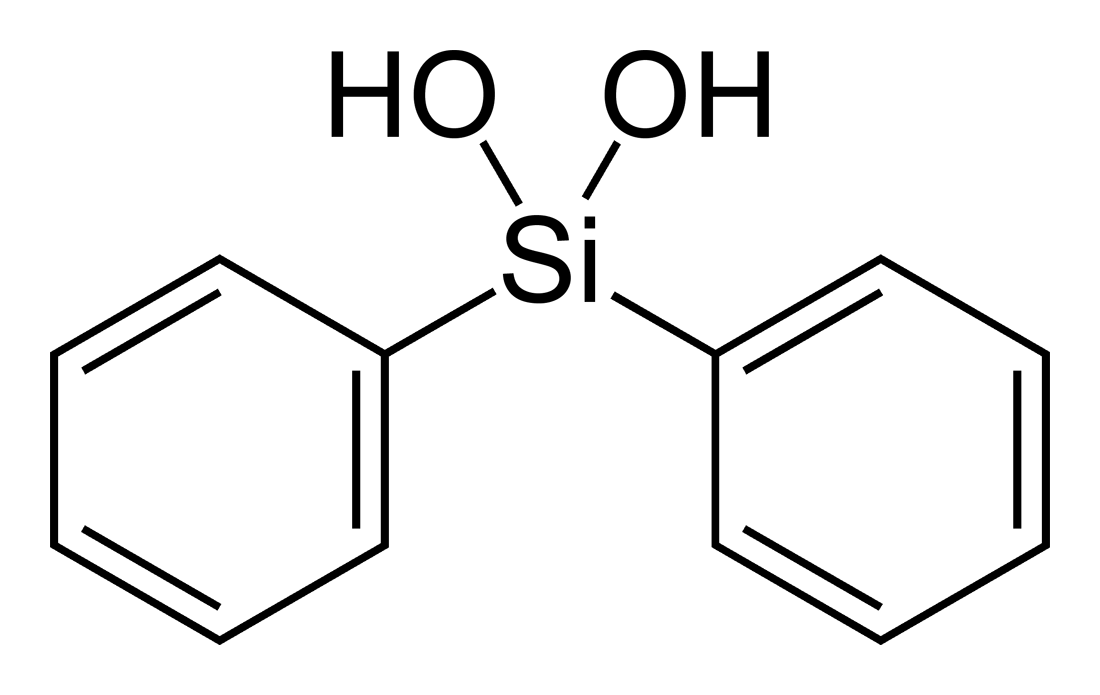
Difenilsilandiol

Els organosilanols són organosilícics que tenen un grup hidroxil –OH enllaçat a un àtom de silici, el qual es troba enllaçat a tres grups alquil, de fórmula general {\displaystyle {\ce {R3SiOH}}}.
En general, els silanols i les seves sals es comporten com els alcohols i els alcòxids. A causa de la gran estabilitat de l'enllaç silici-oxigen (440 kJ/mol), experimenten amb molta facilitat una deshidratació intermolecular que dona lloc a siloxans. La hidròlisi de dihalosilans i trihalosilans condueix a la formació de silandiols i silantriols, els quals es condensen molt fàcilment i originen les silicones. Els silanols es poden obtenir per la hidròlisi dels halurs de trialquilsilil {\displaystyle {\ce {R3SiX}}} i són més àcids que els alcohols corresponents.
Les sals dels silanols, que s'obtenen en reaccionar amb una base, s'anomenen silanòxids.

### Organosiloxans

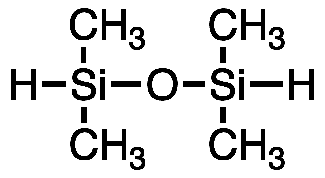
Tetrametildisiloxà

Els organosiloxans són organosilícics polímers, de cadenes constituïdes per àtoms de silici i d'oxigen alternats, que es formen per condensació de molècules de silanols. La seva fórmula molecular general és {\displaystyle {\ce {H3Si-(-OSiH2-)n-OSiH3}}}. Els siloxans formats per deshidratació intermolecular de silanols, de massa molar alta, constitueixen l'estructura bàsica de la silicona.

## Preparació

### Reacció de Müller-Rochow
La reacció de Müller-Rochow, descrita per primera vegada el 1940 de forma independent pel químic alemany Richard Müller (1903-1999) i el químic estatunidenc Eugene G. Rochow (1909-2002), encara forma la base de la química dels organosilícis a escala industrial. Gairebé tots els diversos productes de silicones coneguts de la vida quotidiana es produeixen a través d'aquest procés. Per síntesi directa, es fan reaccionar silici metall i clorometà {\displaystyle {\ce {CH3Cl}}}, juntament amb un catalitzador de coure, a temperatures entre 250 i 350 °C. S'obtenen diversos productes, essent el diclorodimetilsilà és la més abundant i se sol produir en un rang de rendiment del 70-90 %:
{\displaystyle {\ce {2 CH3Cl + Si ->[Cu] (CH3)2SiCl2}}}

### Hidrosililació
La hidrosililació és una reacció en la qual s'addiciona un silà a un alquè. Per dur-la endavant es necessita un catalitzador. Un dels primers catalitzadors fou el catalitzador de Speier, {\displaystyle {\ce {H2PtCl6}}}. En química orgànica i organometàl·lica, la reacció d'hidrosililació és molt important en síntesi orgànica i per a la fabricació de materials, en particular, les silicones:
{\displaystyle {\ce {HSiCl3 + R-CH=CH2 -> RCH2CH2SiCl3}}}

### Altres

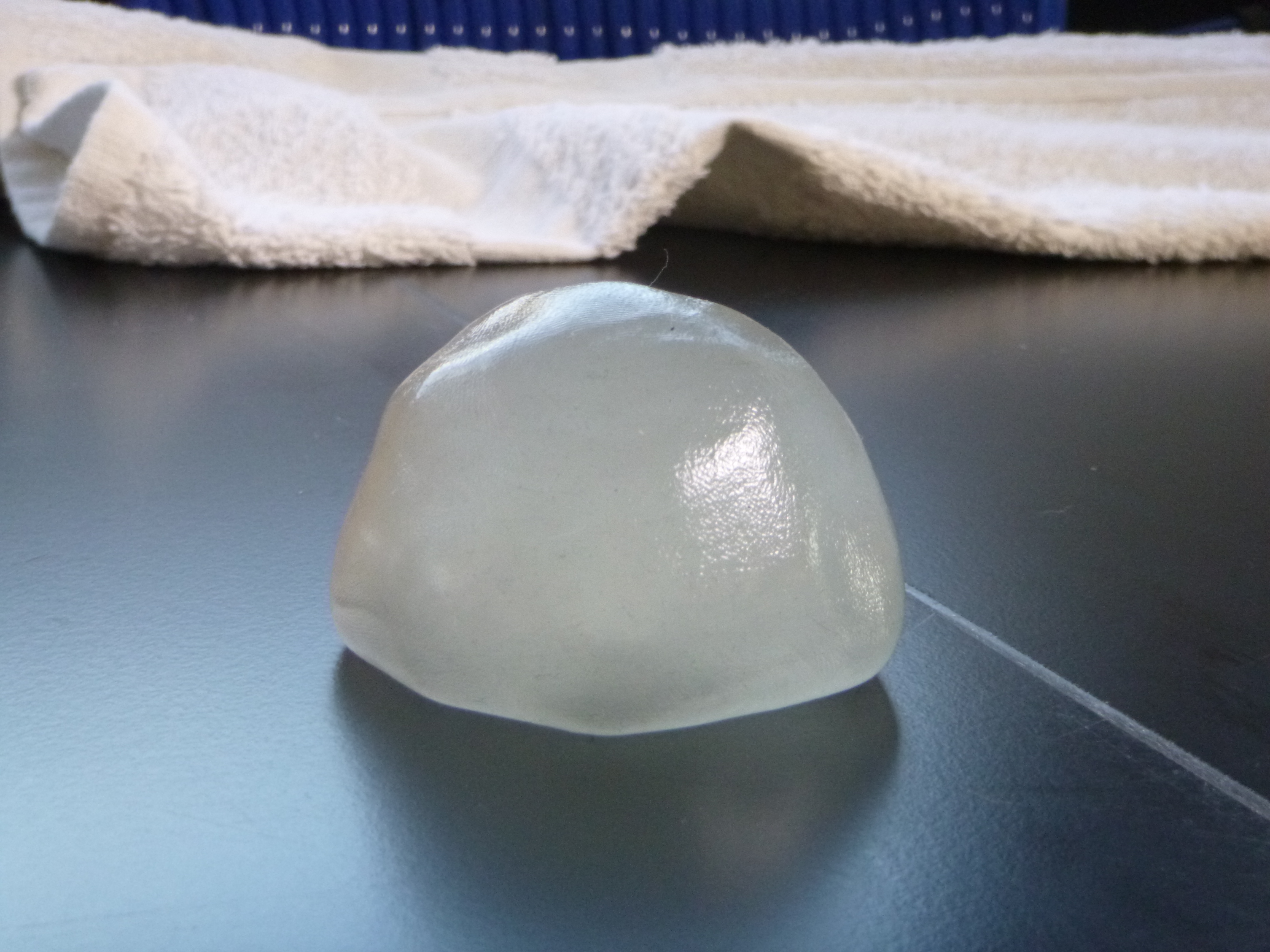
Mostra de silicona

Els silanols s'obtenen per hidròlisis dels halosilans. Així, per exemple, a partir del diclorodimetilsilà per hidròlisi es pot obtenir el dimetilsilandiol:
{\displaystyle {\ce {(CH_3)2SiCl2 + 2 H2O -> (CH3)2Si(OH)2 + 2 HCl}}}
Els siloxans s'obtenen per condensació del silandiols i s'obtenen polímers anomenats silicones:
{\displaystyle {\ce {(CH3)2Si(OH)2 -> (-O{-}Si(CH3)2-)_{n}\ + n H_2O}}}

## Aplicacions

### Síntesi orgànica
L'aplicació més important dels compostos de silici en síntesi orgànica és el seu ús com grups protectors, fonamentalment de grups hidroxil –OH i amino –NH₂. La forma habitual de procedir a la protecció d'alcohols i amines és fer reaccionar aquests grups funcionals amb un clorotrialquilsilà en presència d'una base que facilita l'atac nucleòfil sobre el silici. Hi ha dues alternatives a l'ús de clorurs de trialquilsilà per dur a terme la reacció de protecció. Una d'elles fa servir trialquilsililtriflats {\displaystyle {\ce {(CH3)3SiOTf}}} i l'altra, la més emprada, fa servir trialquilisililimidazol. Aquestes alternatives es solen utilitzar quan els halosilans no són prou reactius per efectuar la protecció. A la figura es representa la protecció d'un grup amido amb clorotrimetilsilà:

### Silicones
Les silicones donen una sèrie de beneficis als productes en què s'utilitzen, incloent una major flexibilitat i humitat, calor, fred i resistència a la radiació ultraviolada. Les silicones es poden fabricar en moltes formes, incloent sòlids, líquids, pastes semi-viscoses, greixos, olis i cautxú.

#### Construcció

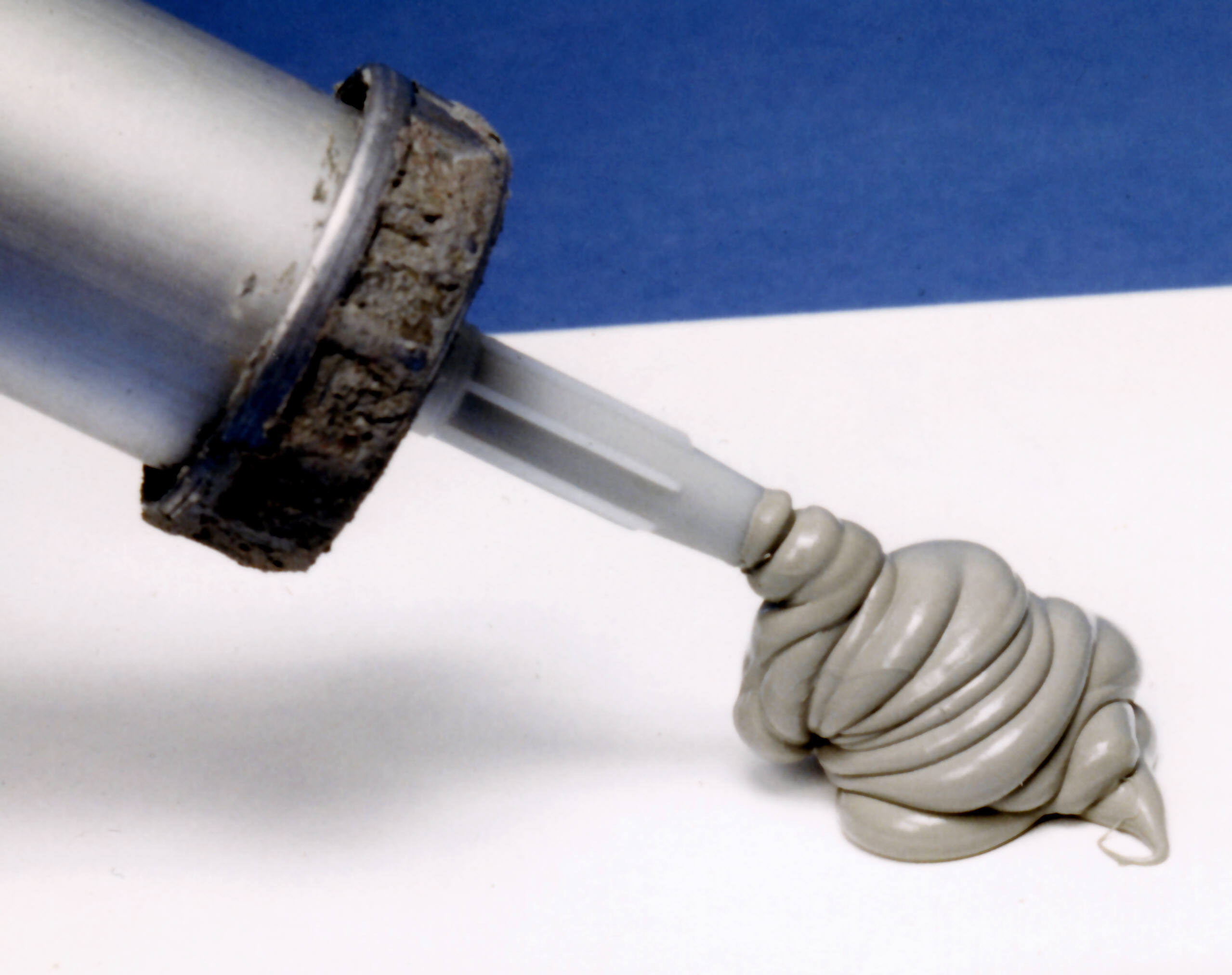
Segellant de silicona

Les silicones són clau per a la construcció i renovació d'edificis comercials i residencials, des de permetre gratacels emmurallats de vidre fins a permetre una arquitectura energèticament eficient. A casa, els segelladors de silicona i cautxú s'utilitzen per reduir l'ús d'energia i evitar danys per la humitat i l'acumulació de bacteris. La silicona millora l'eficiència, durabilitat i rendiment dels panells solars i dispositius fotovoltaics, fent-los més rendibles. Com que poden suportar el sol durant anys, les silicones són materials ideals per a plaques solars i aplicacions fotovoltaiques.
Les pintures més noves millorades per silicona mantenen flexibles els recobriments exteriors de cases, ponts i cotxes ferroviaris perquè resisteixin els cicles de congelació i desgel sense esquerdes. Els recobriments de silicona a l'autopista, la plataforma petrolífera i les superfícies de les carreteres tenen menys probabilitats de corroir-se a causa de l'exposició a olis, gasolina, esprai salí i pluja àcida.
Com que les silicones poden suportar extrems d'estrès i temperatura, els adhesius de silicona i els segelladors s'utilitzen per segellar i protegir portes, finestres, ales, dipòsits de combustible, interruptors hidràulics, papereres aèries, vores alars, dispositius elèctrics d'aterratge, conductes de ventilació, juntes de motor, cables elèctrics i caixes negres.

Trisiloxà de drometrizole (Mexoryl XL) emprat en cremes solars. Absorbeix la radiació ultraviolada

#### Cosmètica
Les silicones utilitzades en productes de cura personal redueixen el residu blanc i la sensació d'antiperspirants en desodorants. També són "duradors" i ajuden a retenir el color i la llustre associats a cosmètics, xampús i condicionadors, així com donar una millor brillantor. També proporcionen una aplicació suau i fins i tot de cosmètics, locions, protectors solars i netejadors.

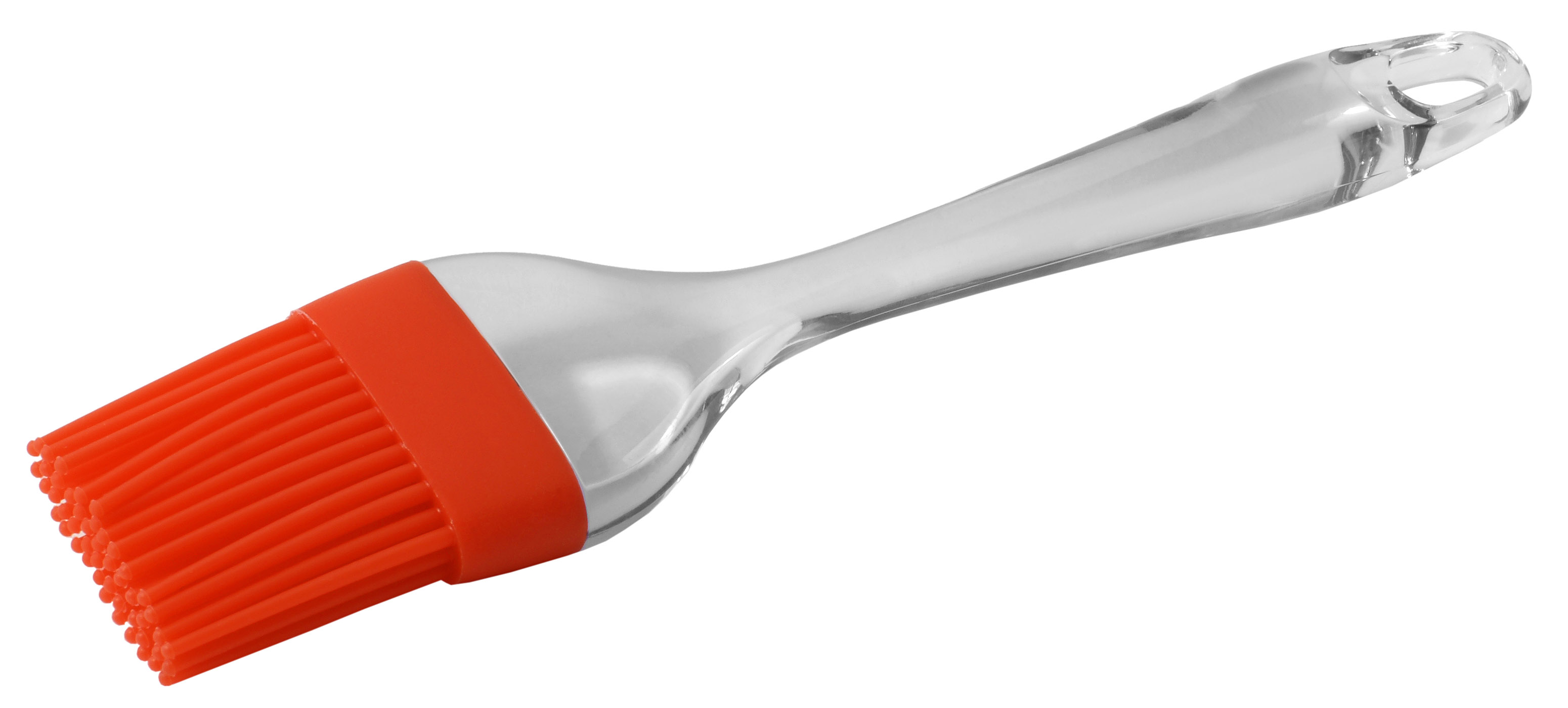
Pinzell de cuina de silicona

#### Estris
La superfície flexible i antiadherent de silicona permet fabricar estris de cuina bons de netejar i no dona sabor ni olor als aliments. Les paelles de pastís, els motlles de magdalenes i les estores de forn poden anar des del congelador fins al forn, microones o rentavaixelles sense afectar el sabor ni la qualitat dels aliments.

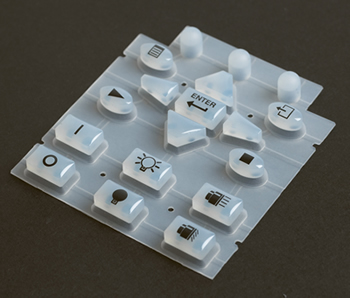
Teclat de silicona

Les silicones segellen l'aigua de les ulleres i les màscares de busseig. Les silicones permeten dissenyar noves tècniques per dissenyar roba esportiva lleugera, duradora, repel·lent a l'aigua i d'alt rendiment, alhora que permeten al teixit mantenir la "transpirabilitat".
Teclats i corrons copiadors estan fets amb silicones resistents i duradores, així com molts components d'ordinadors, telèfons mòbils i equips d'entreteniment a casa. Les silicones també tenen un paper essencial en l'habilitació de la tecnologia d'il·luminació LED. Les silicones d'alta estabilitat tèrmica i excel·lents propietats dielèctriques permeten el seu ús en una varietat d'aplicacions de transmissió elèctrica.

### Medicina
La incorporació de silici i la síntesi de petites molècules d'organosilícics ofereixen oportunitats úniques per a aplicacions mediques. La investigació biològica d'aquest tipus de molècules és particularment interessant a causa de les diferències en les seves propietats químiques que poden contribuir a millorar la potència i els atributs farmacològics.